# Cerkev sv. Ane, Slovenske Konjice
Cerkev sv. Ane v Slovenskih Konjicah je podružnična cerkev Nadžupnije Slovenske Konjice in je primer na Slovenskem izredno redkega sakralnega stavbarstva poznega 16. stoletja ter arhitekture, nastale po naročilu protestantskega plemstva.

Cerkev stoji na pokopališču v Slovenskih Konjicah, na Zgornji Pristavi, zato služi tudi kot pokopališka cerkev. Cerkev je nekdanja grajska kapela, ki je skoraj v celoti ohranila svoje karakteristike iz 16. stoletja.

## Zgodovina
Zgrajena je bila v drugi polovici, najverjetneje šele v zadnji četrtini 16. stoletja in je glede na prvotno namembnost grajske kapele sorazmerno velikih dimenzij. Prvotno je cerkev sestavljala le široka dvopolna ladja, kratek poligonalno zaključen prezbiterij in ob zahodno steno prislonjen masivni zvonik z odprto lopo v spodnjem delu. Vse stene so podprte z zunanjimi oporniki. 
Grajska kapela je bila v 16. stoletju zasnovana kot tradicionalna cerkvena zgradba z zunanjimi oporniki in poligonalnim prezbiterijem, ki je imel še okna z zašiljenimi zaključki, medtem ko posamični elementi že kažejo močan renesančni karakter. Glede na kvalitetno oblikovan portal, ki je primerljiv z načrti, ki jih je za protestantsko cerkev v Govčah pri Žalcu oblikoval v Gradcu živeči italijanski mojster Franz Märbl (Francesco Marmoro), gre pri cerkvi svete Ane za očitno delo arhitekta iz italijanskega renesančnega kulturnega območja, najverjetneje Pietra Antonia Pigrata, ki je nekaj časa živel v Konjicah in je izdelal načrte tudi rotovža v Mariboru.
Na pročelju lope je vzidan grb rodbine Khisl. Graditelj cerkve Janez Khisl (Hans, Janž) s Fužin, velik dobrotnik in pospeševalec znanosti in umetnosti ter slovenske protestantske književnosti, podpornik Primoža Trubarja, je bil sprva zastavnik, nato pa do smrti lastnik konjiške posesti, vključno z bližnjim gradom. Severna kapela in zakristija sta iz 18. stoletja, pokopališče pa so ob cerkev prestavili šele v 19. stoletju.

## Arhitektura
Pri precej konzervativno zasnovani arhitekturi izstopajo predvsem posamični elementi, okna na prezbiteriju so še vedno zaključena šilasto, vendar pa je profilacija s postopnim umirjenim poglabljanjem sicer pravokotnih okvirjev izdelana precej kakovostno. Zlasti izstopajo ladijska okna, saj so okrogle oblike, s prav tako preprosto profilacijo. Tovrstna oblika je na sakralni zgradbi v tistem času bila velika posebnost, edino primerjavo pa bi lahko zaenkrat našli le na ladijskem delu sočasno grajene nekdanje protestantske cerkve v Govčah pri Žalcu. Celotno cerkev na fasadi obdaja tudi zelo nenavaden venčni zidec, ki je izdelan v obliki arkadnega friza, ki sloni na geometričnih konzolah. Ladijski del je krit z dvopolnim banjastim obokom z grebeni, ki označujejo sosvodnice in sloni na preprostih stenskih konzolah. Prostor za vernike zaradi svoje širine in obokanja daje vtis centralne arhitekture. Prezbiterij je od ladje ločen s slavolokom, ki ima stranice posnete s sodobno varianto paličastega motiva, vrh pa krasi voluta. 
Prvotna oprema cerkve se ni ohranila, cerkev je znana predvsem zaradi grobnice Tattenbachov, ki so v njej pokopani.  V njej sta dva odlična renesančna figuralna nagrobna epitafa, izdelana iz marmorja, ki kažeta rodbini obeh pokojnikov, zbranih pod križem.

### Zvonik in zvonovi
Iz zvonika cerkve svete Ane sta bila leta 1916 v razrez odpeljana dva zvonova neznane teže. 
Nadžupnija Slovenske Konjice je leta 1927 za podružnično cerkev svete Ane kupila tri zvonove, 473 kg, 284 kg in 154 kg, blagoslovljeni so bili 21. avgusta 1927. V razrez so bili odpeljani leta 1943, tako da je bila cerkev dolgo brez zvonov. 
Leta 1984 je bil v zvonik cerkve svete Ane iz nadžupnijske cerkve sv. Jurija premeščen železni zvon nekdanje porušene cerkve v Planini pri Semiču. Tehta 608 kg in poje v tonu »g/1«. 
Leta 1991 je livarna Ferralit iz Žalca vlila dva nova zvonova za cerkev svete Ane. Prvi tehta 373 kg in je uglašen na ton »a«, drugi ima 306 kg ter je uglašen na ton »h«. 2. junija 1991 ju je blagoslovil tedanji mariborski škof. 

### Cerkvene orgle
Leta 1911 so v popisu navedli: »Orgle, ki so še zelo dobre, imajo 6 spremenov za manual in 2 spremena za pedal.«  Igralnik je na bočni strani, vgrajen v ohišje. Manubriji so nad notnim pultom. Orgle so bile restavrirane in očiščene v 90-ih letih preteklega stoletja. So v delujočem stanju in občasno, vendar redno uporabljane, predvsem ob pogrebnih mašah in drugih slovesnostih. 
Po obliki omare, tipk, izdelavi traktur in sapnic se lahko primerjajo s tistimi na Brinjevi gori, ki jih je izdelal Karl Schehl. V arhivu konjiške nadžupnije je bil ohranjen dokument z zapisom, da so neke orgle kupili leta 1816, in da so bile temeljito popravljene v letih 1876 in 1885. Možno je, da se zapis nanaša na sedanje orgle v cerkvi sv. Ane, ki so podobne tudi nekaterim orglam Mathiasa Krainza. Iz ohranjenega zapisa v Šentjurju, o firmi »Schehl-Krajnc v Grazu«  je razvidno, da sta orglarja delala skupaj.   

#### Dispozicija (izbor registrov)
| 1MP/m--p M C–f3 |           |        |
| 01.             | Burdon    | 8'     |
| 02.             | Flavta    | 4'     |
| 03.             | Principal | 4'     |
| 04.             | Oktava    | 2'     |
| 05.             | Kvinta    | 1 1/3' |
| 06.             | Mixtura   | 1'     |

| P C/E-a |          |    |
| 07.     | Burdonal | 8' |
| 08.     | Oktava   | 4' |